# Jack Crawford (Seefahrer)
Jack Crawford (* 22. März 1775 in Sunderland, Vereinigtes Königreich; † 10. November 1831 in Bishopwearmouth) war ein Seemann der Royal Navy, der als „Held von Camperdown“ bekannt wurde.

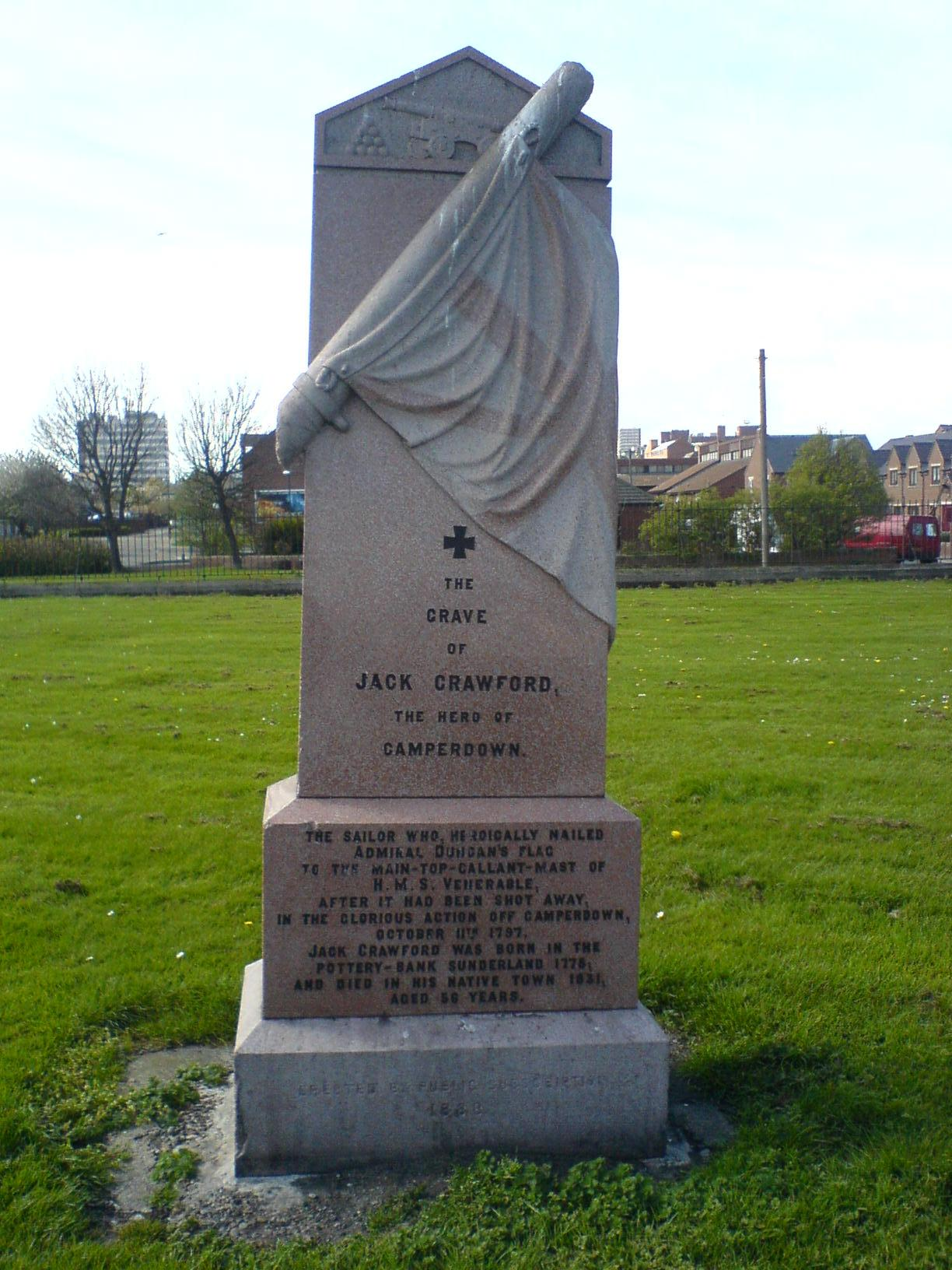
Grabstein auf dem Holy-Trinity-Friedhof

## Leben
In der Seeschlacht bei Camperduin (Niederlande, engl.: Camperdown) am 11. Oktober 1797 war HMS Venerable das Flaggschiff des Admirals Duncan. Während des Kampfs wurde ein Teil des Masts mit der Flagge des Admirals heruntergeschossen. Die persönliche Flagge des Admirals zu senken, war ein Zeichen der Kapitulation. Trotz intensiven feindlichen Feuers bestieg Crawford den Maststumpf und nagelte die Flagge an dessen oberem Ende fest.  
Nach der Siegesfeier in London wurde er König Georg III. formell vorgestellt. Für seine Tat erhielt er für ein Jahr eine Rente von £ 30. Hinzu kam später noch eine Silbermedaille der Bürger Sunderlands. Jedoch erlebte der trunksüchtige Crawford schwierige Zeiten und musste seine Medaille verkaufen. Er wurde ein Opfer der Choleraepidemie von 1831 und in einem unbekannten Armengrab bestattet.  
Am Ende des 19. Jahrhunderts führte neues Interesse an dem Helden von Kamperduin dazu, dass ihm im Jahr 1888 auf dem Holy-Trinity-Friedhof ein Grabstein errichtet wurde. Zwei Jahre später wurde ihm zu Ehren ein Denkmal im Mowbray Park gegenüber dem heutigen Rathaus errichtet. Außerdem wurde ein Pub nach ihm benannt. Dieses wurde im Zweiten Weltkrieg zerstört. Eine ehemals dort aufgestellte Statue und die Erinnerungsmünze befinden sich heute im Museum von Sunderland.
Von Menschen außerhalb Sunderlands sind Zweifel an Crawfords Heldentum erhoben worden. Es wird einerseits behauptet, er sei nicht freiwillig auf den Mast geklettert, sondern habe unter Zwang gehandelt. Andererseits wird angenommen, er sei betrunken gewesen, habe ohne Befehl gehandelt und hätte eigentlich vor ein Kriegsgericht gehört. Dem schloss sich auch der Lokalhistoriker William Corder an, der wenig von Crawford hielt und den Grabstein als „beklagenswertes Denkmal“ bezeichnet hat.